# Ammothea minor
Ammothea minor är en havsspindelart som först beskrevs av Hodgson, T.V. 1907.  Ammothea minor ingår i släktet Ammothea och familjen Ammotheidae.
Artens utbredningsområde är Södra Ishavet. Inga underarter finns listade i Catalogue of Life.